# وفاة عبد الرضا بوحميد

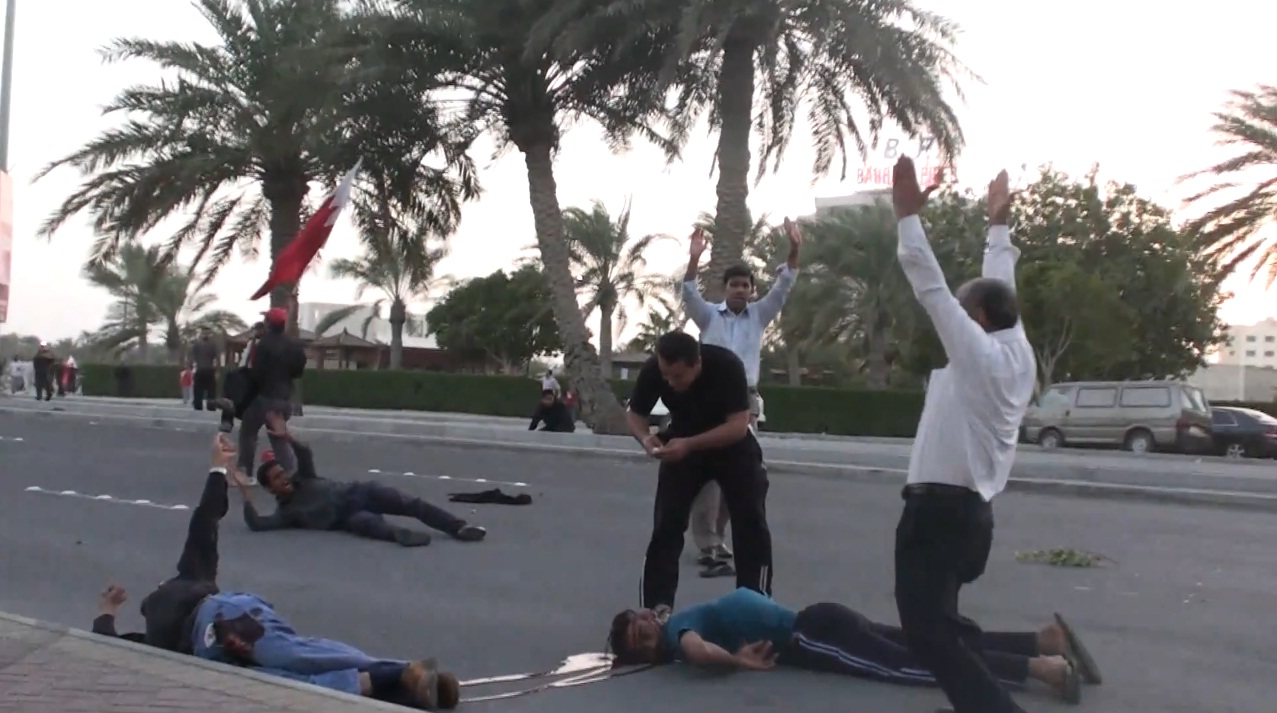
بوحميد ينزف على الأرض بعد إطلاق الرصاص عليه.

عبد الرضا محمد حسن بوحميد متظاهر بحريني البالغ من العمر 28 عام أصيب بعيار ناري في الرأس في 18 فبراير 2011. توفي في المستشفى بعد ثلاثة أيام وهو سابع متوفي في الاحتجاجات.
كان بوحميد بين مجموعة من المتظاهرين الذين ساروا في 18 فبراير باتجاه دوار اللؤلؤة في أعقاب تشييع جثمان المحتج علي عبد الهادي مشيمع الذي قتل قبل أربعة أيام. عندما اقترب المتظاهرون من دوار اللؤلؤة فتح الجيش النار. انهار بوحميد على الأرض ونزف الدم من رأسه بعد أن ضربه برصاصة. فتح الجيش النار مرتين. كان المحتجين يتجمعون بعد كل جولة من اطلاق النار. تدخلت شرطة مكافحة الشغب أخيرا وفرقت المحتجين. أصيب أكثر من مائة متظاهر بعضهم خطيرة. نقل بوحميد إلى مستشفى السلمانية حيث حاولوا انعاشه طوال ثلاثة أيام. توفي بعد ظهر يوم 21 فبراير.
اتهم عدد من الشهود بمن فيهم الصحفيون والمسعفون السلطات باطلاق النار مباشرة على المتظاهرين ومنع بعض سيارات الإسعاف من الوصول إلى الموقع وإطلاق النار على الآخرين. ومع ذلك نفت الحكومة تلك البيانات. ذكر أن طلقات تحذيرية أطلقت في الهواء واتهمت المحتجين بتزوير وقوع اصابات. التحقيق من قبل لجنة عينتها الحكومة للتحقيق ألقت باللوم على الجيش في موت بوحميد. الحادثة هي المرة الأولى التي تم فيها استخدام الجيش البحريني الملكي لمواجهة المدنيين والذي يعتبر في ذلك الوقت «الأكثر دموية» منذ اندلاع الاحتجاجات.
في أعقاب الحادث عرضت الحكومة الحوار حيث قالت المعارضة أنها لن تشارك إلا بعد انسحاب الجيش. دعا اتحاد العمال العام إلى إضراب عام. دوليا أدان الهجوم على المتظاهرين من قبل باراك أوباما وهيومن رايتس ووتش. أعرب الاتحاد الأوروبي عن مخاوفه العميقة ودعا إلى كبح جماح العنف وبدء الحوار فورا. ألغت بريطانيا أكثر من أربعين ترخيص لبيع الأسلحة على البحرين وألغى الرئيس الألماني زيارة مقررة له إلى البلاد. اعتبر المعارضة بوحميد شهيدا وزعيم ورمز للهدوء.

## سيرة قصيرة
بوحميد كان متزوجا ولديه ثلاثة أطفال. عاش في المالكية جنوب غرب المنامة. وفقا لزوجته فإن علاقاته قوية مع إخوته. في مقابلة مع صحيفة الوسط قالت أنه معتاد على المشاركة في المسيرات في منطقته. أضافت: «كان يأمل أن يكون أول شهيد من قرية المالكية حتى تحققت أمنيته».

## الخلفية
مستوحاة من انتفاضات ناجحة في مصر وتونس اندلعت الاحتجاجات في البحرين في 14 فبراير خلال ما يدعى يوم الغضب حيث شارك أكثر من 6 آلاف شخص في خمسة وخمسين مظاهرة في خمسة وعشرين موقع مختلف في جميع أنحاء البحرين. قامت قوات الأمن بإطلاق الغاز المسيل للدموع والرصاص المطاطي وقنابل الصوت وأصيب أكثر من 30 متظاهر وتوفي علي مشيمع نتيجة لإصابته في الظهر وفي اليوم التالي أثناء تشييع جنازة المتوفى قتل متظاهر آخر بنفس الطريقة وسار المتظاهرون الغاضبون إلى دوار لؤلؤة واحتلوه. بحلول الليل تضخمت أعدادهم إلى أكثر من 10 آلاف محتج وفي 16 فبراير توافد الآلاف من المتظاهرين لاحتلال دوار اللؤلؤة.
في 17 فبراير الذي يشار في وقت لاحق له بيوم الخميس الدامي شنت الشرطة غارة قبل الفجر على المتظاهرين وهم نائمين. قتل أربعة متظاهرين وأصيب أكثر من 300 بجروح ليرتفع بذلك عدد القتلى الذين سقطوا في الأحداث إلى ستة. زعم العاملون في مجال الصحة والصحفيون أن الهجوم تم من قبل قوات الأمن. تم نشر الجيش بعد تطهير دوار اللؤلؤة وأقاموا نقاط تفتيش وحواجز. أصدرت وزارة الداخلية تحذير للبقاء بعيدا عن الشوارع وحذر الجيش أنه على استعداد لاتخاذ «إجراءات عقابية» لاستعادة النظام. لجأ المحتجون إلى مواقف سيارات مستشفى السلمانية حيث تظاهر الآلاف منهم ضد الحكومة. تقدم جميع الأعضاء الثمانية عشر الذين يمثلون جمعية الوفاق الوطني الإسلامية الشيعية المعارضة باستقالاتهم من مجلس النواب.

## الحادثة
يوم 18 فبراير شارك أكثر من 50 ألف في تشييع جنازة ضحايا القمع. واحدة عقدت في الدية وأخرى في كرزكان. أكبرها كانت في سترة. في حوالي 4:46 بعد الظهر سار نحو ألف متظاهر معظمهم من الشبان الذين شاركوا في جنازة علي عبد الهادي مشيمع في الدية نحو المنامة متحدين الحظر الحكومي على التجمعات. بحلول 5:18 وصلت المجموعة إلى مفترق الطرق حيث إلى اليمين كان مستشفى السلمانية وإلى اليسار دوار اللؤلؤة. بعد توقف قصير اتجهوا إلى اليسار. في طريقهم اشتبكوا مع شرطة مكافحة الشغب الذين انسحبوا من الموقع. واصل المتظاهرون مسيرتهم بإزالة الحواجز التي وضعتها الشرطة قبل يوم واحد.
بحلول الساعة 5:30 كان المحتجين على بعد ما بين 80 متر و200 متر من قوات الجيش المتمركزة في دوار اللؤلؤة الذي «كانوا مسلحين ببنادق إم 16 وبنادق دلمون ورشاشات 50 براوننج وعربات مدرعة». كان الاحتجاج سلمي وكان المتظاهرون «رافعين أيديهم في الهواء ويهتفون» سلمية، سلمية وبعضهم كانوا يحملون الزهور. استمر المتظاهرون في السير نحو أفراد الجيش. فتحت قوات الجيش النار.
كان عبد الرضا بوحميد بين المحتجين. أطلق النار عليه بعيار ناري في الرأس وانهار على الأرض على حد تعبير أحد الشهود «كان الدم يندفع من رأسه» والبعض الآخر أصيب إصابات خطيرة بطلقات نارية وقال عدة شهود عيان أنهم «لم يتلقوا تحذير» من قوات الجيش ولكن قال أحد الشهود أنه سمع منهم إصدار تحذير قبل عدة دقائق بعد اطلاق النار الأولي. شاهد آخر قال أنهم سمعوا «صوت خافت من شخص ما عبر مكبر للصوت من مسافة ولكن لا يمكنهم معرفة ما يقوله».
ركض معظم المتظاهرين بعد سماع طلقات نارية وطاردتهم طائرة هليكوبتر. بعد توقف إطلاق النار أعاد المحتجون تنظيم صفوفهم. حمل أحد الشباب صخرة واتجه نحو الجيش إلا أنه أربعة محتجين آخرين أوقفوه. قال شاهد قابله أطباء من أجل حقوق الإنسان إنه وغيره من المحتجين انتقل إلى أقرب نقطة إلى قوات الجيش في أعقاب إطلاق النار الأولي. وفقا له تساءل: «لماذا يطلقون النار علينا؟ نحن رافعين أيدينا وندعوا للسلمية. ماذا أنت تريد منا؟» أجاب أحد الجنود: «أريدك أن ترحل. إذا كنت لا ترغب في العودة إلى الوراء فإن لدي أوامر لاطلاق النار». بدأت سيارات الإسعاف في الوصول لاجلاء الجرحى عندما فتح الجيش النار مرة أخرى.
عندما توقف إطلاق النار بدأ حوالي خمسين متظاهر بالصلاة على الطريق والقليل وقفوا في الجبهة مواجهين الجيش بأيديهم في الهواء. فتح الجيش النار للمرة الثالثة. قال شهود عيان أن فترة اطلاق النار هذه كانت قصيرة لأن «الناس بدأت على الفور في الفرار» بعد ذلك تدخلت شرطة مكافحة الشغب وأطلقوا الغاز المسيل للدموع. تم تفريق المتظاهرين الذين أصيبوا بعدة جروح.
قال مصور يعمل لوكالة اسوشيتد برس أنه رأى «وحدات من الجيش تطلق النار عن طريق أسلحة مضادة للطائرات مجهزة فوق المدرعات على المتظاهرين في طلقات تحذيرية واضحة ومحاولات لدفعهم للعودة من حيث أتوا». قال المصور الصحفي البحريني مازن مهدي أن الجيش أطلق «الذخيرة الحية من رشاشات» ومنعوا المسعفين من مساعدة الجرحى. وأضاف: «كانت أول طلقة تحذيرية في الهواء ولكن بعد ذلك فتحوا النار عليهم وأطلقوا النار على سيارات الإسعاف عندما جاءت».
أكد كبير الباحثين لمنظمة هيومن رايتس ووتش أنه منعت 12 سيارة إسعاف من قبل قوات الأمن من الوصول إلى الموقع. قالت صحيفة الديلي تلغراف أنهم أطلقوا النار على سيارات الإسعاف والمسعفين وأنه تم «اعتقال عدة أشخاص والتحفظ على سيارة إسعاف واحدة على الأقل». مايكل سلاكمان من صحيفة نيويورك تايمز وزميله تعرضوا لاطلاق النار من طائرة هليكوبتر بعد وقت قصير من فتح الجيش النار على المحتجين. شهود أسوشيتد برس قالوا لصحيفة الديلي تلغراف وصحيفة نيويورك تايمز أن أفراد الجيش المتمركزين في المباني العالية وطائرات هليكوبتر أطلقوا النار على المحتجين. قال جلال فيروز النائب النيابي المستقيل أنه رأى الجنود يطلقون النار على المحتجين. ذكر تقرير صادر عن ثلاث مجموعات محلية لحقوق الإنسان أن «صورا للإصابات تشير إلى أن الجيش استهدف منطقة الجزء العلوي من الجسم».
طاردت شرطة مكافحة الشغب المتظاهرين الذين فروا إلى مستشفى السلمانية. عادت قوات الأمن إلى مواقعها بعد لجوء المحتجين إلى داخل المستشفى واطلقوا الغاز المسيل للدموع. في تلك الليلة أكثر من سبعة آلاف متظاهر نظموا اعتصاما مناهض للحكومة في مواقف سيارات المستشفى الذي وصفه الجارديان بأنه «المكان الوحيد في المنامة حيث يشعرون بالأمن». هذا الحادث يعتبر الأول للجيش البحريني الملكي في مواجهة المدنيين وكان في ذلك الوقت يعتبر «الأكثر دموية» منذ اندلاع الاحتجاجات.

### الضحايا
أصيب 120 شخصا على الاقل وفقا لمصادر طبية. عالج مستشفى السلمانية أغلب الضحايا وتوزع المصابين الباقين على المستشفيات الخاصة. قال أطباء أن تسعة من اثنين وثلاثين ضحية من الذين وصلوا أظهرت الأشعة السينية أنهم في حالة حرجة. بكت بعض الممرضات بينما كن يعالجن الجرحى وبعضهم كان الرصاص لا يزال مستقرا في أجسادهم. طلب طبيب قابلته الجزيرة الإنجليزية المساعدة من «جميع البلدان العالم». وصف الطبيب غسان ضيف الوضع في المستشفى بالحرب قائلا: «إنهم يطلقون النار على رؤوس الناس وليس في الساقين». قال اثنان من الأطباء عالجوا المرضى الذين «يبدو أنهم أصيبوا بالرصاص من خلال حكمنا على ثقوب الدخول والخروج».
نقل بوحميد إلى مستشفى السلمانية. كان الدم لا يزال «يتدفق من رأسه وكان فاقدا للوعي». كان «يتشبث بالحياة» في وحدة العناية المركزة حيث الأطباء «كافحوا لوقف نزيفه» «هذه رصاصة، رصاصة بندقية، مباشرة إلى رأسه وهو ينزف بغزارة من أنفه، من أذنه، وتحطم دماغه إلى قطع». «تم تدمير الدماغ ولكن لا يزال جسده على قيد الحياة». دفع موته السريري ممرضة في 20 فبراير إلى تحطيم صورة مؤطرة الزجاج لرئيس الوزراء. بقي في وحدة العناية المركزة لمدة ثلاثة أيام ثم أعلن طبيا عن وفاته في فترة ما بعد الظهر من 21 فبراير ليصبح الضحية السابعة للاحتجاجات.
ذكر تقرير اللجنة البحرينية المستقلة لتقصي الحقائق التي تم تعيينها من قبل الملك حمد عن وفيات بسبب قوات الأمن أن وفاة بوحميد ينسب إلى الجيش على عكس نتيجة التحقيق العسكري.

### بيان الحكومة
في ليلة 18 فبراير أصدر فيصل الحمر وزير الصحة بيان صحفي بثه التلفزيون الوطني نفى أن يكون هناك أي حالة وفاة وقال إن الوضع في مستشفى السلمانية هاديء وأن سبعة أشخاص فقط كانوا يعالجون من إصابات طفيفة وحذر أيضا ضد ما وصفه ب«الشائعات» التي تنشرها بعض القنوات الفضائية ومواقع الإنترنت. سفير مملكة البحرين لدى الولايات المتحدة قال إذا قوات الجيش أطلقت النار بالذخيرة الحية فربما «من أجل التحذير». «كانت القوات المستخدمة تتناسب وفقا للقانون وكانت ضرورية لأنهم كانوا أغلقوا المحلات التجارية. الاقتصاد الوطني تضرر. كان علينا اتخاذ إجراءات حسب القانون. سيتم التحقيق في الأمر».
قال الجيش أن المحتجين تحدوا أوامر إخلاء المنطقة وفقا للبيان وبعد خمسة عشر دقيقة على الأقل من تكرار نفس الأوامر أطلق الجنود طلقات تحذيرية في الهواء وزعم أيضا أن المتظاهرين كانوا برفقة «سيارات الإسعاف» الذي أخذوا أكياس الدم ل«اختلاق تعرضهم للإصابة» وقال الادعاء العسكري أن مسار الرصاصة التي قتلت بوحميد كان يتعارض مع الرصاصة التي أطلقت من قبل قوات الجيش على أساس تقرير خبير الذخائر والذي اختتم أن إطلاق النار حدث من ارتفاع عال.

## بعد
في أعقاب الحادث عرضت الحكومة الحوار مع المعارضة وأمرت الجيش بالانسحاب من دوار اللؤلؤة. في 19 فبراير تم استبدال قوات الجيش بشرطة مكافحة الشغب. سار العديد من المتحجون من مختلف القرى لاحتلال دوار اللؤلؤة. نشأت مواجهة بين المتظاهرين وشرطة مكافحة الشغب الذين انسحبوا بعيدا في خطوة مفاجئة. الاف المحتجين عادوا لاحتلال الموقع بعد انسحاب الشرطة.

### الجنازة
أقيمت جنازة بوحميد في 22 فبراير في قريته المالكية بحضور أكثر من 9 آلاف مشارك في موكب الجنازة الذي انطلق من دوار 13 في مدينة حمد وانتهى في مقبرة المالكية وفي نفس اليوم خلال فترة ما بعد ظهر شارك أكثر من 100 ألف شخص في احتجاج أطلق عليه اسم «مسيرة الوفاء للشهداء» تكريما للضحايا السبعة.

### محاكمة الأطباء
في مايو 2011 وجهت تهمة المشاركة في الاحتجاجات إلى 47 طبيب وممرض وطبيب أسنان أحدهم اتهم بإجراء عمليات غير ضرورية لبوحميد مما أدى إلى وفاته. في مؤتمر صحفي قال وزير العدل والشئون الإسلامية والأوقاف: «قتل بوحميد في الرأس وخضع لعملية جراحية في حضور وسائل الإعلام. كان رأسه مفتوح بطريقة مبالغ فيها مما أدى إلى وفاته».

## ردود الفعل

### محليا
قالت عائلة بوحميد أنهم حزينون على وفاته ولكن كبريائهم تعلب عليهم. أثناء ظهوره على التلفزيون الوطني قدم ولي العهد بعد أخذ الإذن من قبل والده الملك حوار غير مشروط مع المعارضة وقدم «التعازي لشعب البحرين في الأيام المؤلمة التي يعيشونها» وطلب منهم التزام الهدوء. نشطاء المعارضة طالبوا بانسحاب الجيش واستقالة الحكومة لبدء الحوار. قال مطر مطر النائب النيابي المستقيل من جمعية الوفاق الوطني الإسلامية أنه «لا توجد إرادة جادة». دعا اتحاد عمال البحرين إلى اضراب عام لأجل غير مسمى «إذا لم ينسحب الجيش من الشوارع ويسمح للمظاهرات السلمية».

### دوليا
انتقد باراك أوباما الإجراءات الحكومية. في إشارة إلى حكومة البحرين واليمن وقال «إن الولايات المتحدة تدين استخدام العنف من جانب الحكومات ضد المتظاهرين السلميين في تلك البلدان وأي مكان آخر». طالبت كاترين أشتون الممثلة السامية للاتحاد الأوروبي ب«ضبط النفس» من جميع الأطراف وقالت إن تقرير العنف يشعرها «بقلق بالغ» ودعت إلى بدء الحوار «من دون تأخير». ألغت المملكة المتحدة أربعة وأربعون ترخيص للبحرين منها عشرين ترخيص مفتوح. قال وزير مكتب الخارجية أليستير بيرت: «نحن نشعر بقلق عميق بشأن الوضع في البحرين والأحداث التي أدت إلى مقتل العديد من المتظاهرين».
ألغى الرئيس الألماني رحلة مقررة إلى البلاد. ونقل المتحدث الرسمي عنه: «حرية التجمع وحرية التعبير في البحرين يجب أن تكون مضمونة تماما». دعا وزير الخارجية الكندي لورانس كانون الحكومة البحرينية إلى «ضبط النفس» وإجراء تحقيق حول وفاة المحتجين. وأضاف: «كندا تحث البحرين على احترام مواطنيها في الحق في حرية التعبير والتجمع والدخول في حوار سلمي مع شعبها لمعالجة همومهم».
أدانت هيومن رايتس ووتش الهجوم: «فعل الجيش البحريني ما لم يفعله الجيش المصري وهو ما طالبت به الولايات المتحدة وحلفائها عدم فعله وهو إطلاق النار على المحتجين» وفقا لمدير واشنطن فريد زكريا. قال محلل الشؤون الدولية في قناة سي إن إن بأن الحملة على المتظاهرين كانت «خطوة متهورة من شأنها أن تغضب الكثير من الناس وتكلف الهيبة الدولية للنظام». «وهذا خطأ رهيب وأنها سوف تدفع ثمنا باهظا لذلك إن نظام الحكم في البحرين يفعل شيئا غير حكيم. إنها تحاول الرد باستخدام القوة والتدابير العقابية وهذا ليس النهاية».

## الإرث
كان بوحميد أول شخص يدعى قائد ميداني من قبل ائتلاف شباب ثورة 14 فبراير أثناء الذكرى السنوية الأولى للاحتجاجات. وصف موقع مرآة البحرين المعارض وفاته ب«المشهد الأسطوري الذي سيبقى إلى الأبد في ضمير الإنسانية». نشر الموقع ملصق وصف بوحميد ب«الشهيد الذي واجه جيشا بسكين».
قالت أحلام الخزاعي من جمعية الوفاق متحدثة للمشاركين في اعتصام أمام مبنى الأمم المتحدة في المنامة يوم 22 فبراير 2012 أن مشهد اطلاق النار على بوحميد كان «أعلى مظهر من مظاهر التظاهر السلمي». في 29 فبراير نظمت أحزاب المعارضة تجمع في المالكية لتكريم بوحميد. شارك الآلاف في التجمع بما في ذلك عيسى قاسم أعلى شخصية شيعية في البحرين.